# Kōsuke Onose
Kōsuke Onose (jap. 小野瀬 康介; * 22. April 1993 in Ōta, Präfektur Tokio) ist ein japanischer Fußballspieler.

## Karriere

### Verein
Kōsuke Onose erlernte das Fußballspielen in der Jugendmannschaft vom Yokohama FC. Hier unterschrieb er 2012 auch seinen ersten Profivertrag. 2011 bestritt er als Jugendspieler drei Spiele für Yokohama. Der Verein aus Yokohama, einer Großstadt in der Präfektur Kanagawa, spielte in der zweithöchsten Liga des Landes, der J2 League. Für Yokohama bestritt er 123 Zweitligaspiele. 2017 wechselte er zum Ligakonkurrenten Renofa Yamaguchi FC. Für den Klub aus Yamaguchi spielte er 66-mal in der zweiten Liga. Mitte 2018 verließ er Yamaguchi und schloss sich dem Erstligisten Gamba Osaka aus Suita an. Für Gamba absolvierte er 118 Erstligaspiele. Im Januar 2023 verließ er den Verein und schloss sich dem ebenfalls in der ersten Liga spielenden Shonan Bellmare an.

### Nationalmannschaft
Kōsuke Onose spielte 2012 viermal in der japanischen U19-Nationalmannschaft.